# Otto Porter
Otto Porter Jr. (* 3. Juni 1993 in St. Louis, Missouri) ist ein ehemaliger US-amerikanischer Basketballspieler. Er wurde im NBA-Draft 2013 an dritter Stelle von den Washington Wizards ausgewählt. Er bestritt 577 Spiele in der NBA und wurde 2022 mit den Golden State Warriors Meister.

## Karriere

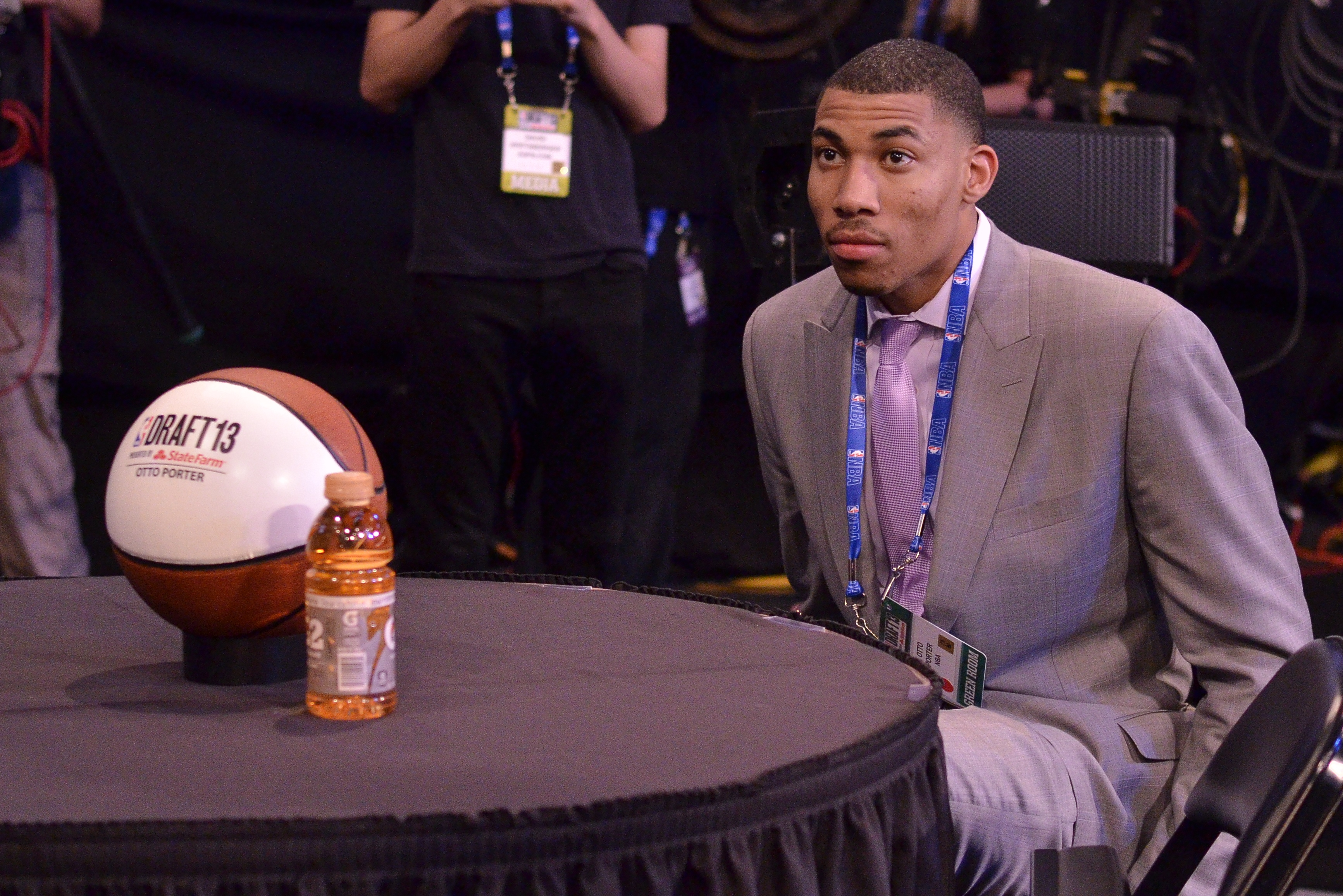
Porter beim NBA-Draft 2013

Nach zwei Jahren an der Georgetown University entschloss Porter sich 2013 dazu, sich zum NBA-Draft anzumelden und wurde Ende Juni von den Washington Wizards an dritter Stelle ausgewählt. In der Arena der Wizards, dem Verizon Center, hatte er bereits während seiner Zeit mit der Hochschulmannschaft Georgetown Hoyas Spiele bestritten.
In seinem ersten Profijahr für Washington erzielte Porter enttäuschende Werte für einen Spieler, der im Draftverfahren unter den ersten Drei ausgewählt worden war. In 37 Spielen kam er auf durchschnittlich 2,1 Punkte und 1,5 Rebounds, seine Feldtrefferquote betrug 36 %. Im zweiten Jahr bestritt er 74 Spiele und stand in elf Begegnungen in der Anfangsaufstellung. Porter erzielte 6 Punkte und 3 Rebounds pro Spiel. In den Play-offs verbesserte er seine Mittelwerte in acht Einsätzen auf 10 Punkte und 8 Rebounds.
Ab seinem dritten Profijahr gehörte er der Anfangsaufstellung der Washington Wizards an. Er überzeugte in der Saison 2015/16 und erzielte zum ersten Mal mehr als 10 Punkte je Begegnung, seine Trefferquote stieg auf über 50 %. Spätestens mit dem Beginn des Spieljahres 2016/17 nahm Porter eine wichtige Rolle bei der Hauptstadtmannschaft ein. Von 82 Hauptrundenspielen bestritt er 80 und stand jeweils in der Startformation. Er verbesserte seine Werte aus dem Vorjahr noch mal deutlich. Besonders auffällig war seine Steigerung beim Dreipunktewurf. Porter steigerte seine Trefferquote im Vergleich zum Vorjahr um fast 7 %.

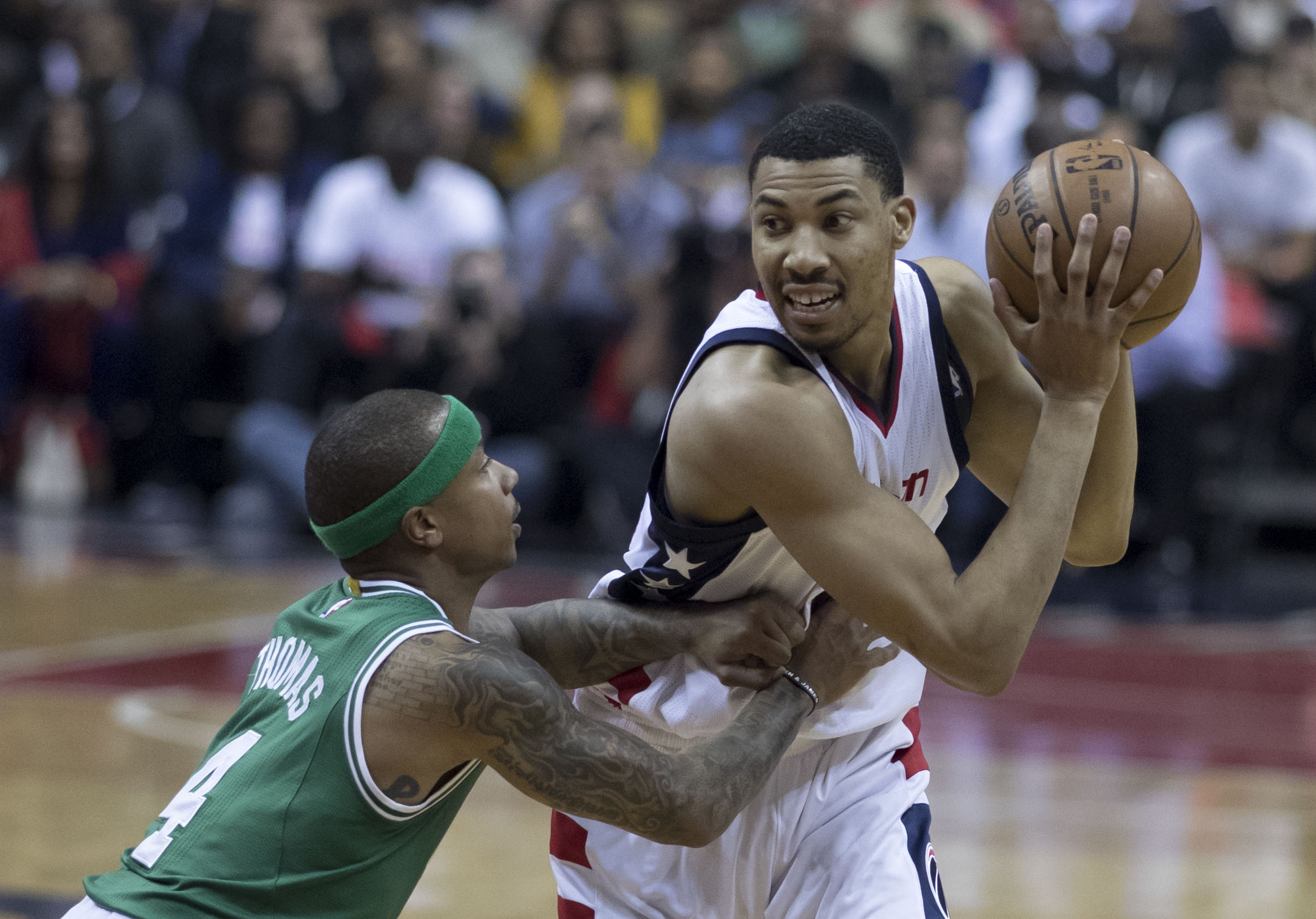
Porter im Mai 2017

Nach dem Ablauf seiner vierten Saison lief Porters Vertrag in Washington aus. Die Brooklyn Nets boten ihm einen Vertrag über vier Jahre an, der ihm einen Verdienst von 106,5 Millionen US-Dollar zusicherte. Die Washington Wizards besaßen das Recht, mit Angeboten der Konkurrenz gleichzuziehen, was sie taten. Somit wurde Porter der Spieler der Washington Wizards mit dem höchsten Gehalt.
Im Februar 2019 wurde Porter im Austausch für Bobby Portis und Jabari Parker zu den Chicago Bulls transferiert. Im März 2021 wurde er an den NBA-Konkurrenten Orlando Magicabgegeben. Im August 2021 stimmte er einem Vertrag bei den Golden State Warriors zu. 2022 gewann er mit den Kalifornieren den NBA-Meistertitel.
Von 2022 bis 2024 spielte er für die Toronto Raptors und stand hernach bei den Utah Jazz unter Vertrag. Nachdem er im März 2024 aus dem Aufgebot gestrichen worden war, gab Porter seinen Rücktritt als Leistungssportler bekannt. Er führte gesundheitliche Gründe für seinen Entschluss an.

## Sonstiges
In der Saison 2014/15 sorgte Porter unfreiwillig für eine Kuriosität. Im Spiel gegen die Chicago Bulls war Porter während des Spielaufbaus der Bulls damit beschäftigt, Tony Snell zu decken. Beide Spieler standen am Rande der Dreipunktelinie und schauten zum ballführenden Aaron Brooks. Während Snell sich kurz darauf von dieser Stelle wegbewegte, blieb Porter regungslos stehen. Erst Sekunden später merkte er, dass Snell schon weg war und lief ihm hinterher, konnte dessen erfolgreichen Wurf jedoch nicht mehr verhindern. Diese Szene wurde in Sendungen als Kuriosität gezeigt.

## NBA-Statistiken

### Hauptrunde
| Saison  | Team                 | GP  | GS  | MPG  | FG % | 3P % | FT % | RPG | APG | SPG | BPG | PPG  |
| ------- | -------------------- | --- | --- | ---- | ---- | ---- | ---- | --- | --- | --- | --- | ---- |
| 2013–14 | Washington           | 37  | 0   | 8.6  | .363 | .190 | .667 | 1.5 | 0.3 | 0.2 | 0.0 | 2.1  |
| 2014–15 | Washington           | 74  | 13  | 19.4 | .450 | .337 | .734 | 3.0 | 0.9 | 0.6 | 0.4 | 6.0  |
| 2015–16 | Washington           | 75  | 73  | 30.3 | .473 | .367 | .754 | 5.2 | 1.6 | 1.4 | 0.4 | 11.6 |
| 2016–17 | Washington           | 80  | 80  | 32.6 | .516 | .434 | .832 | 6.4 | 1.5 | 1.5 | 0.5 | 13.4 |
| 2017–18 | Washington           | 77  | 77  | 31.6 | .503 | .441 | .828 | 6.4 | 2.0 | 1.5 | 0.5 | 14.7 |
| 2018–19 | Washington / Chicago | 56  | 43  | 30.1 | .465 | .406 | .813 | 5.6 | 2.1 | 1.5 | 0.6 | 13.9 |
| 2019–20 | Chicago              | 14  | 9   | 23.6 | .443 | .387 | .704 | 3.4 | 1.8 | 1.1 | 0.4 | 11.9 |
| 2020–21 | Chicago / Orlando    | 28  | 6   | 21.6 | .432 | .375 | .857 | 5.4 | 2.0 | 0.6 | 0.1 | 9.7  |
| 2021–22 | Golden State         | 63  | 15  | 22.2 | .464 | .370 | .803 | 5.7 | 1.5 | 1.1 | 0.5 | 8.2  |
| Gesamt  | Gesamt               | 504 | 316 | 26.0 | .477 | .398 | .794 | 5.1 | 1.5 | 1.1 | 0.4 | 10.6 |

### Play-offs
| Saison  | Team       | GP | GS | MPG  | FG % | 3P % | FT % | RPG | APG | SPG | BPG | PPG  |
| ------- | ---------- | -- | -- | ---- | ---- | ---- | ---- | --- | --- | --- | --- | ---- |
| 2013–14 | Washington | 3  | 0  | 2.0  | .333 | .000 |      | 0.0 | 0.0 | 0.0 | 0.0 | 0.7  |
| 2014–15 | Washington | 10 | 0  | 33.1 | .443 | .375 | .476 | 8.0 | 1.8 | 1.2 | 0.2 | 10.0 |
| 2016–17 | Washington | 13 | 13 | 32.9 | .532 | .282 | .886 | 6.9 | 1.8 | 1.6 | 0.5 | 12.2 |
| 2017–18 | Washington | 5  | 5  | 31.6 | .488 | .417 | .625 | 5.0 | 1.6 | 1.2 | 1.0 | 10.0 |
| Gesamt  | Gesamt     | 31 | 18 | 29.8 | .490 | .333 | .719 | 6.3 | 1.6 | 1.3 | 0.5 | 10.0 |